# Капла (Табор)
Капла (словен. Kapla) — поселення в общині Табор, Савинський регіон, Словенія. 
Висота над рівнем моря: 303 м.